# Kvadratni val
Kvadratni val  je ne-sinusoidalna periodična valovna oblika, kjer amplituda alternira na stalni frekvenci med fiksnim maksimumom in minimumom, kjer je na obeh amplitudah enako časa. Četudi se prehoda od ene k drugi frekvenci ne da realizirati v fizikalnih sistemih, je ta trenutni prehod značilen za idealni kvadratni val.
Kvadratni val je poseben primer pulzirajočega vala, ki omogoča določene dolžine med minimumom in maksimumom. Razmerje med višjo in nižjo amplitudo se imenuje delovni cikel. Idealni kvadratni val ima delovni cikel enak 50% (enako dolga višja in nižja perioda).
Kvadratni valovi se pogosto uporabljajo v elektroniki in procesiranju signalov, še posebej v digitalni elektroniki in digitalnem procesiranju signalov.

## Izvor in uporaba
Kvadratni valovi se še posebej obnesejo v digitalnih stanjih tokokroga (odprto, zaprto) in se izdelajo pri binarnih (dvo-stopenjskih) logičnih napravah. Kvadratni valovi se po navadi izdelajo z kovinsko-oksidno-polprevodniškim tranzistorjem z efektom polja (MOSFET). To pa je zato, ker le-te naprave svoje stanje (1-0) zamenjajo zelo hitro, za razliko od bipolarnih tranzistorjev, ki izdelajo signale zelo počasi, torej so bolj uporabni za pridelavo sinusnih valov.
Kvadratni valovi se uporabljajo tudi kot časovne enote, oz. "urni signali", saj so zaradi svojega hitrega prehoda med stanjema zelo uporabni za sprožitev tokokrogov sinhrone logike na natančno določenih intervalih. A kot kaže graf frekvenca-domena, vsebujejo kvadratni valovi širok razpon harmonij; le-te lahko izdelajo elektromagnetno sevanje ali pulze naboja, ki interferirajo z ostalimi bližnjimi tokokrogi, kar povzroči šum ali napake. Da se izognemo temu problemu, se raje v zelo občutljivih tokokrogih, kot so natančni analogno-digitalni pretvorniki, namesto tega kot časovne enote uporabljajo sinusni valovi.
V glasbenih krogih se takšni valovi pogosto slišijo kot zvočne votline in se torej uporabljajo kot podlaga za umetne zvoke pihal, ki se izdelajo z uporabo subtraktivne sinteze. Učinek popačitve, ki se uporablja na električnih kitarah, prireže najbolj zunanja področja vala, kar po veliko dodanih učinkih povzroči nastanek kvadratnega vala.
Kvadratni val je tudi preprosta dvostopenjska Rademacherjeva funkcija.

## Definicije
Kvadratni val ima v matematiki veliko definicij, ki so vse ekvivalentne razen na nezveznostih:
Lahko se preprosto definira s funkcijo sign sinusoide:
{\displaystyle {\begin{aligned}x(t)&=\operatorname {sgn} \left(\sin {\frac {2\pi t}{T}}\right)=\operatorname {sgn}(\sin 2\pi ft)\\v(t)&=\operatorname {sgn} \left(\cos {\frac {2\pi t}{T}}\right)=\operatorname {sgn}(\cos 2\pi ft),\end{aligned}}}
ki je enaka 1, ko je sinusoida pozitivna in -1, ko je negativna, na nezveznostih pa je enaka 0. Tukaj je T perioda kvadratnega vala, ali ekvivalentno je f njegova frekvenca, kjer je f = 1/T.
Kvadratni val se lahko definira tudi glede na Heavisidovo skočno funkcijo u(t) oz. glede na pravokotno funkcijo Π(t):
{\displaystyle {\begin{aligned}x(t)&=2\left[\sum _{n=-\infty }^{\infty }\Pi \left({\frac {2(t-nT)}{T}}-{\frac {1}{2}}\right)\right]-1\\&=2\sum _{n=-\infty }^{\infty }\left[u\left({\frac {t}{T}}-n\right)-u\left({\frac {t}{T}}-n-{\frac {1}{2}}\right)\right]-1.\end{aligned}}}
Kvadratni val se lahko ustvari tudi z uporabo talne funkcije neposredno:
{\displaystyle x(t)=2\left(2\lfloor ft\rfloor -\lfloor 2ft\rfloor \right)+1}
in posredno:
{\displaystyle x(t)=\left(-1\right)^{\lfloor 2ft\rfloor }.}

## Fourierjeva analiza
Idealen kvadratni val z amplitudo 1 s frekvenco f glede na čas t se lahko z uporabo Fourirjeve razširitve prikaže kot neskončna vsota sinusnih valov:
{\displaystyle {\begin{aligned}x(t)&={\frac {4}{\pi }}\sum _{k=1}^{\infty }{\frac {\sin \left(2\pi (2k-1)ft\right)}{2k-1}}\\&={\frac {4}{\pi }}\left(\sin(\omega t)+{\frac {1}{3}}\sin(3\omega t)+{\frac {1}{5}}\sin(5\omega t)+\ldots \right),&{\text{where }}\omega =2\pi f.\end{aligned}}}
Idealen kvadratni val lahko vsebuje samo komponente valov z liho frekvenco (ki so v obliki 2π(2k − 1)f). Žagasti valovi in vsi signali iz resničnega sveta vsebujejo vse harmonije.
Nenormalnost konvergence predstavitve Fourirjevih serij kvadratnega vala se imenuje Gibbsov fenomen. V ne-idealnih kvadratnih valovih so s tem fenomenom povezani tudi kolobarjasti atrifakti. Gibbsov fenomen se lahko zmanjša s σ-približkom, ki uporablja sigma faktorje Lanczos, da pomagajo bolj gladko konvergiranje sekvence.
Idealni matematični kvadratni val spremeni stanje med višjo in nižjo stopnjo v trenutku, brez nepotrebnih nihanj gor in dol. To je v fizikalnih sistemih nemogoče dobiti, saj bi potrebovali neskončno pasovno širino.
Kvadratni valovi v fizikalnih sistemih imajo le končno pasovno širino in pogosto proizvajajo kolobarjasti učinek, ki je podoben Gibbsovem fenomenu ali učinke zvijanja, ki so podobni σ-približku.

Za razumni približek kvadratne oblike sta potrebni najmanj prva in tretja harmonija; peta harmonija kvadratno obliko le še ojača. Te potrebne sestavine pridobijo poseben pomen v digitalni elektroniki, kjer je možno samo končno število harmonij.

## Značilnosti nepopolnih kvadratnih valov
Kot je bilo že prej omenjeno, ima kvadratni val neskončno majhne prehode med višjo in nižjo ravnijo. V realnem življenju se to ne da izvesti zaradi fizikalnih mej. Čas, ki preteče med nizko in visoko ravnijo se imenuje čas vzida, med visoko in nizko ravnijo pa se imenuje čas zaida.
Če je sistem prekomerno zadušen, potem val ne bo nikoli dosegel teoretične višje in nižje meje. Če pa je sistem premalo zadušen, pa bo osciliral nad zgornjo in pod spodnjo mejo. V takšnem primeru se časa vzida in zaida merita med določenima srednjima ravnema, kot recimo 5 % in 95 % ali 10 % in 90 %. Pasovna širina sistema je povezana s časom prehoda vala; obstajajo formule, ki omogočajo, da se ena količina približno izrazi z drugo.